# Michel Portal
Michel Portal (Bayonne, 27 novembre 1935) è un compositore, sassofonista e clarinettista francese.
È un prolifico autore di colonne sonore e ha vinto per tre volte (1983, 1985 e 1988) il Premio César per la migliore musica da film.

## Filmografia
- Aïe, regia di Sophie Fillières (2000)